# Antihelt
 Denne artikel omhandler et litterært begreb. Opslagsordet har også en anden betydning, se Antihelt (album).
 Der er for få eller ingen kildehenvisninger i denne artikel, hvilket er et problem. Du kan hjælpe ved at angive troværdige kilder til de påstande, som fremføres i artiklen.

En antihelt er en vigtig person i en fortælling, for det meste hovedpersonen, som mangler de traditionelle egenskaber som en "helt" har (mod, styrke, moral osv.). Eller også gør han bare brug af uheroiske metoder for at få opfyldt sit ønske. Han kan f.eks. gå ind for tortur af "de onde" for at få opfyldt et "godt" mål – et eksempel herpå er Jack Bauer fra tv-serien 24 Timer, eller Catwoman fra Batman-tegneserierne, tegne- og spillefilm.